# 치륜총

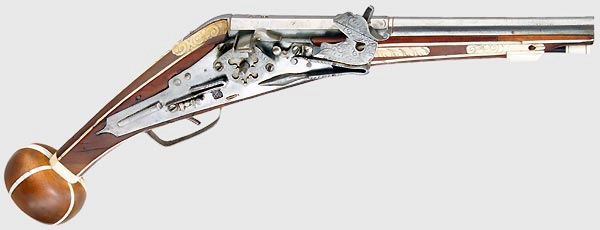

치륜총(齒輪銃, Wheellock gun)은 방아쇠를 당겼을 때 철제 바퀴가 돌아가면서 발생하는 마찰 스파크로 불을 붙이는 화기이다. 이러한 화기 작동 방식을 치륜식(齒輪式, Wheellock)이라고 한다. 화승총(매치 록)이 발전한 형태이며, 화승이나 도화선과 같은 부산물 없이 총 자체만 가지고 점화할 수 있는 최초의 총이었다. 기원후 1500년경 개발되어 화승총과 병행 사용되었으나 1560년대에 탁식총(스냅펀스 록), 1600년경에 수석총(플린트 록)이 개발되자 경쟁에 밀려 도태되었다.